# La Puebla de San Vicente
La Puebla de San Vicente ist ein Weiler, der zum spanischen Ort Becerril del Carpio gehört. Er befindet sich in der Provinz Palencia der Autonomen Gemeinschaft Kastilien und León. Becerril del Carpio gehört zur Gemeinde Alar del Rey und befindet sich drei Kilometer nördlich vom Hauptort der Gemeinde. La Puebla de San Vicente befindet sich nordwestlich von Becerril del Carpio.

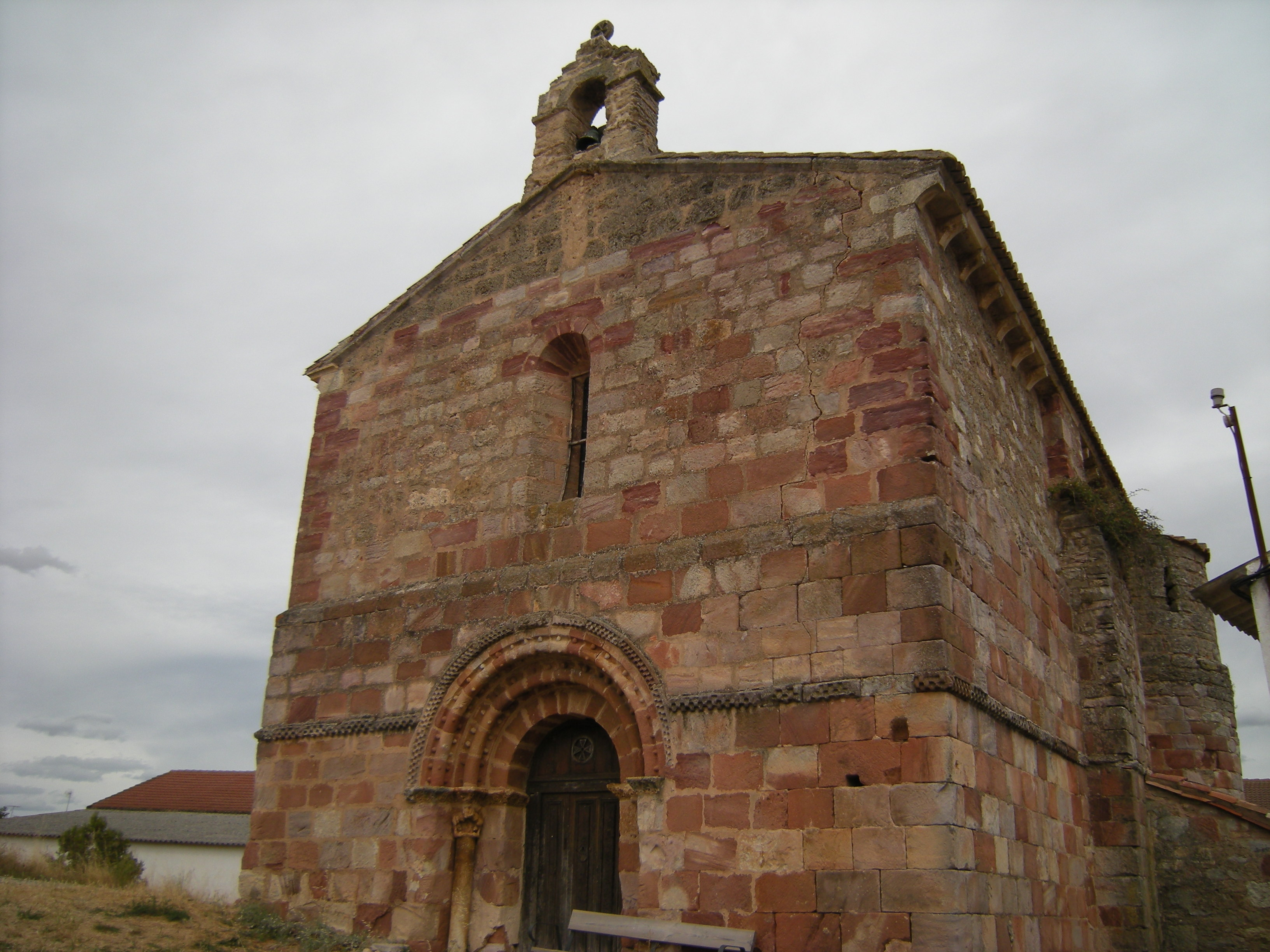
Kirche San Vicente

## Sehenswürdigkeiten
- Romanische Kirche San Vicente, erbaut im 12./13. Jahrhundert